# جوزيف فان دن بيرغ
جوزيف فان دن بيرغ (بالهولندية: Jozef van den Berg)‏ (و. 1949 – م) هو ممثل، وكاتب مسرحي، وكاتِب، من مملكة هولندا.